# Williams Point
Der Williams Point ist eine felsige Landspitze, die das nordöstliche Ende der Livingston-Insel im Archipel der Südlichen Shetlandinseln darstellt.
Der britische Seefahrer und Entdecker William Smith kartierte das Kap nach seiner Sichtung der Südlichen Shetlandinseln am 19. Februar 1819. Er benannte es nach seiner Brigg Williams als Cape Williams. In späteren Jahren setzte sich die heutige Benennung durch.